# Poolse namen
Namen in Polen bestaan traditioneel uit een of twee voornamen en een achternaam.
Vrouwelijke voornamen eindigen vaak op een -a, mannelijke namen doorgaans met een medeklinker. 

## Achternamen
Achternamen worden via de vader (patrilineair) aan de kinderen doorgegeven.
Vrouwen krijgen, zoals vaker in Slavische talen, een -a als uitgang bij hun achternaam. Maar dit geldt alleen voor namen die eindigen op -ski, -cki of -dzki. Hierdoor heet de vrouw van meneer Kowalski in het Pools mevrouw Kowalska. Op het bordje aan de deur staat de meervoudsvorm van de naam, Kowalscy.

## Wet
In Polen worden de namen van kinderen bij geboorte als volgt geregeld:
- kinderen kunnen officieel maximaal twee voornamen krijgen, sinds dit in 1952 bij wet geregeld is
- de voornamen mogen niet komisch of beledigend zijn
- koosnamen zijn niet toegestaan
- de voornaam dient eenduidig het geslacht van het kind aan te geven